# 6439 Tirol
6439 Tirol este un asteroid din centura principală de asteroizi.

## Descriere
6439 Tirol este un asteroid din centura principală de asteroizi. A fost descoperit pe 13 februarie 1988 la Tautenburg de Freimut Börngen. El prezintă o orbită caracterizată de o semiaxă mare de 3,18 ua, o excentricitate de 0,08 și o înclinație de 19,1° în raport cu ecliptica.